# Snowflake (Skisprungschanze)
Koordinaten: 43° 41′ 41,3″ N, 90° 51′ 40,1″ W
Die Snowflake ist eine HS 118-Großschanze in Westby im  US-Bundesstaat Wisconsin.
Daneben existieren noch kleinere Anlagen in den Größen K 65, K 40, K 20 und K10.

## Geschichte
Nachdem die bisherige Schanze den Größenvorstellungen nicht mehr genügte, wurde 1960 mit dem Bau einer 90-Meter-Schanze begonnen. Nach mehreren Umbauarbeiten entwickelte sich die Anlage zu einem Wettkampfort, den viele Zuschauer aufsuchten. In den 1960er und 70er Jahren kamen die Kleinschanzen hinzu. Die Schanze war 1968 erstmals Austragungsort der Skisprung Meisterschaften, ebenso in den Jahren 1983, 1990, 1993 und 1997. Auf die Erweiterungen im Jahr 1980 folgte 1999 der Ausbau zur heutigen K 106. In der Folge fanden auf der Großschanze mehrere Continental Cups statt, seit 2000 wird jährlich das Snowflake Ski Jumping Tournament ausgetragen. Die kleineren Schanzen werden vorwiegend für das Training der Jungathleten verwendet.
Am 10. Februar 2008 sprang der Norweger Fredrik Bjerkeengen im Rahmen des FIS-Cups 130,0 m und egalisierte damit den im COC aufgestellten Rekord von Primož Roglič (125,5 m).

## Internationale Wettbewerbe
Genannt werden alle von der FIS organisierten Sprungwettbewerbe.
| Datum            | Kategorie       | Schanze | 1. Platz            | 2. Platz              | 3. Platz            |
| ---------------- | --------------- | ------- | ------------------- | --------------------- | ------------------- |
| 27. Januar 2002  | Continental Cup | K106    | Hans Petrat         | Thomas Schwall        | Bine Norčič         |
| 26. Januar 2002  | Continental Cup | K106    | Thomas Schwall      | Uroš Peterka          | Bastian Kaltenböck  |
| 16. Februar 2003 | Continental Cup | K106    | Ferdinand Bader     | Bernhard Metzler      | Markus Eigentler    |
| 14. Februar 2004 | Continental Cup | K106    | Christian Nagiller  | Bernhard Metzler      | Balthasar Schneider |
| 15. Februar 2004 | Continental Cup | K106    | Jernej Damjan       | Stefan Thurnbichler   | Balthasar Schneider |
| 19. Februar 2005 | Continental Cup | HS117   | Anders Bardal       | Manuel Fettner        | Balthasar Schneider |
| 20. Februar 2005 | Continental Cup | HS117   | Anders Bardal       | Rok Urbanc            | Kalle Keituri       |
| 10. Februar 2007 | Continental Cup | HS117   | Primož Roglič       | Johan Eriksson        | Robert Hrgota       |
| 11. Februar 2007 | Continental Cup | HS117   | Balthasar Schneider | Primož Roglič         | Erik Simon          |
| 9. Februar 2008  | FIS-Rennen      | HS117   | Fredrik Bjerkeengen | Andre Fredheim        | John Lyons          |
| 10. Februar 2008 | FIS-Rennen      | HS117   | Fredrik Bjerkeengen | Tord Markussen Hammer | John Lyons          |